# グランド・セフト・オート・サンアンドレアス
『グランド・セフト・オート・サンアンドレアス』（原題：Grand Theft Auto: San Andreas）は2004年にアメリカ合衆国のロックスター・ゲームス社からPlayStation 2用としてリリースされたオープンワールド型クライムアクションゲームである。略称は『GTA:SA』または『SA』。開発はロックスター・ノース。グランド・セフト・オートシリーズのメインタイトル第5作目であり、前作『グランド・セフト・オート・バイスシティ』（『VC』）に続いて、シリーズ3作目の『グランド・セフト・オートIII』（『III』）の前日譚となる。1992年のサンアンドレアス州を舞台とし、黒人ギャングの青年カール・ジョンソン（通称CJ）が、裏社会で成り上がっていく経緯を描く。『III』シリーズ作品として、同作や『VC』の主要人物も多く登場する。
2004年10月26日にPlayStation 2北米版が発売され、その後もWindows版、Xbox版と様々なプラットフォームで発売された。従来、GTAシリーズは暴力表現の過激さなどにより世論の槍玉に上がりやすかったが、特に本作においては恋人と性行為を行える「ホットコーヒー問題」が持ち上がったことで連邦取引委員会が動いたり、本件が原因の法案が提出されるなど、アメリカで大きな社会問題を引き起こした。
日本語版はホットコーヒー問題によって発売が延期され、大幅に仕様変更された上で2007年1月25日にPlayStation 2で発売された。2013年には、スマホ向けアプリとして完全移植（+α）版も発売された。2015年12月17日にはPlayStation 3版が発売された。
2021年11月11日、本作を含む3作品のリマスター版として『グランド・セフト・オート:トリロジー:決定版』が発売された。最新機種の性能を生かし、オリジナル版と比べてグラフィックが向上、無規制で発売された。2023年1月20日、Steam版の配信が開始され、同年12月にはスマートフォン版も配信が開始された。

## ストーリー
1992年、アメリカ合衆国サンアンドレアス州。5年前（1987年）、弟の死をきっかけに故郷グローブストリートを離れ、東海岸のリバティーシティで暮らしていた元ギャングのカール・ジョンソン（CJ）は、母親が何者かに殺されたという一報を受け、ロスサントスへの帰郷を決める。帰着早々、CJは因縁ある汚職警官フランク・テンペニーたちに見つかり、彼らが犯した警官殺しの罪を擦りつけられ、以降、彼らの汚れ仕事を請け負うことを強要される。ようやく実家のグローブストリートに戻ってきたCJであったが、兄のスウィートが率い、かつて自身も所属していたギャング「グローブストリート・ファミリーズ」は、ドラッグと抗争の末に弱体化の一途を辿っていた。
スウィートに裏切り者扱いされ責められるCJはファミリーを立て直すと宣言し、古参メンバーであるビッグスモークやライダーらと協力してファミリーを再結集させ、敵対組織バラスやバゴスと争い、奪われたシマを取り返す。テンペニーからドラッグの密売などを手伝わされつつも、CJはファミリーのために精力的に働き、ドラッグを一掃して組織は往年の輝きを取り戻していく。また、妹ケンドルの恋人でヒスパニック系ギャング「バリオス・ロス・アステカ」のリーダー、シーザーとも出会い、親友となる。
CJの働きによってグローブストリート・ファミリーズは過去最大規模となり、スウィートはバラスの主要メンバーを襲撃し、一気に抗争を終わらせることを画策する。そんな中、シーザーに呼び出されたCJは、ビックスモークやライダーがテンペニーやバラスの一味と一緒にいることを教えられ、さらに彼らはCJの母を殺害した犯人が乗っていた車を隠していた。ビックスモークらの裏切りを知って激怒するCJであったが、同時に兄のバラス襲撃も罠だと気づき、急いで救援に向かう。間一髪で兄を助けることには成功したものの、テンペニーの差し金で現場にやってきた警察に2人とも逮捕されてしまう。テンペニーが裏で支配する中、ファミリーの実権を握ったビッグスモークとライダーはバラスとの同盟を宣言し、再びグローブストリートにはドラッグが蔓延するようになる。
ロスサントスを牛耳るため、邪魔なCJとスウィートを逮捕させたテンペニーであったが、CJにのみ利用価値を見出し、ロスサントスから追放という形で釈放する。監獄にいるスウィートを人質としてテンペニーは、自身の裏仕事の手伝いや自身への汚職捜査の妨害などを行わせる。それら仕事の一方で、CJは再びファミリーを取り返すために田舎で資金やコネを得るため奔走し、シーザーや彼の従姉妹カタリーナ、ヒッピーのトゥルース、チャイニーズマフィアのウージーと出会う。最終的にカタリーナの新しい彼氏（『III』の主人公）とのカーレースに勝利してサン・フィエロのガレージの権利証を手に入れ、田舎から脱出する。
サン・フィエロにて新たにジェスロやドウェイン、さらにゼロを加えてガレージを経営しつつ、スモークらが提携しているドラッグ組織の正体を探るCJとシーザーは、サン・フィエロを拠点とするロコ・シンジケートが関わっていることを知る。CJは幹部のジジー・Bに近づいて組織の情報を得ると壊滅させるために幹部らを襲撃し、ジジー・Bとティーボーン・メンデス、さらには裏切り者ライダーの殺害に成功する。また、逃走を図ったリーダーのマイク・トレノが乗ったヘリコプターを撃墜させ、彼らの麻薬工場も破壊する。
スウィートのことを心配しつつ、さしあたって報復に満足していたCJは、突如、謎の人物よりラスベンチュラス郊外の砂漠に呼び出される。その正体は死んだはずのトレノであり、彼は政府機関のスパイでロコ・シンジケートを隠れ蓑に諜報任務を行っていたという。トレノは仕事に支障が出たとCJを非難しつつ、スウィートを助ける代わりに、その滞ったという政府の仕事をCJに請け負わせる。一方、ウージーはラスベンチュラスのカジノ事業に乗り出し、CJを共同経営者に据える。そしてカジノ経営の支障となるイタリア系マフィアらを弱体化させ、さらに巨額の利益を得る。また、CJはかつて自分のせいで落ちぶれた人気ラッパー、マッド・ドッグを自殺未遂から救出し、彼の信頼を得る。
一方、様々な妨害工作も実らず、テンペニーは警察の内部調査によって追い込まれ始めていた。テンペニーはCJに調査官の殺害を命じるが同時に密告者であった部下のヘルナンデスも殺害する。さらには口封じのためCJの命も狙うが失敗し、CJはテンペニーの腹心プラスキーを返り討ちにして殺害する。
マッド・ドッグの復帰にあわせ、CJは彼のマネージャーとなり、バゴスに乗っ取られた元の拠点を取り返す形でロスサントスに帰還を果たす。さらにトレノも今までの仕事ぶりに感謝し、約束通りスウィートを釈放する。大カジノの経営者かつ人気ミュージシャンのマネージャーとして成功を収めたCJは、スウィートにもはやギャングは辞めて自分のビジネスに参加するよう誘うが、彼はグローブストリートに拘り、CJを非難する。仕方なくCJは兄を守るため、再びギャング抗争に身を投じ、バラスらのシマを奪いファミリーを再建していく。
この頃、テンペニーにはついに汚職で起訴されるも裏で手を回し、不起訴となる。その結果にロスサントスの市民は納得せず、街中で暴動が発生する。その中でCJはついにビッグスモークの居場所を突き止め、要塞化されたバラスの拠点に籠もる彼を襲撃し、裏切りの落とし前をつけさせる。直後、テンペニーが現れ、死んだビッグスモークの金を奪って街からの逃走を図る。消防車で逃走するテンペニーを、CJとスウィートが追いかける激しいカーチェイスが始まり、その末にテンペニーはグローブストリート近くの橋から車ごと転落し致命傷を負う。そしてテンペニーはCJに捨て台詞を吐くと息絶える。
最後、CJはグローブストリートの実家にて仲間たちやギャング・ファミリーたちとパーティを開き、勝利を祝ったところでゲームは終了する。

## 舞台
本作の舞台は1992年のアメリカ西海岸の架空の州「サンアンドレアス」である。州内には3つの大きな都市（「ロスサントス "Los Santos"」、「サンフィエロ "San Fierro"」、「ラスベンチュラス "Las Venturas"」）があり、その他にも山岳地帯や砂漠など、シリーズ中で2013年に発売された『グランド・セフト・オートV』に次ぐ、広大な範囲を持つ。

## ゲームシステム
本作はプレイヤーの自由度が大幅に上昇しており、個々のプレイスタイルによって個性的なCJを操作することとなる。また、マップが広大になった分、遊ぶ要素も増えており、達成度を100%にするために要する時間は前作の倍以上ともいわれる。

### 乗り物
本作の売りの1つである車両（乗り物）も新たに多く追加された。一般車両（普通自動車）以外には、自転車やキッズカートといった物から、大型自動車（タンクローリー・トレーラー）、重機（ブルドーザー・ダンプカー・ミキサー車）、農業機械（トラクター・コンバイン）といった物まで多種多様となっている。航空機についても、それまでは軽飛行機とヘリコプターのみだったが、大型ジャンボジェットや戦闘機の操縦が可能となっている。サンアンドレアス州を一周する経路を持つ列車も存在する。その他、変わり種として背部に装着して空を自由に飛びまわる「ジェットパック」が追加されている。
新たな要素としては、特定の改造ショップに入ることで色やパーツなどを任意にカスタマイズすることが可能である。単純に外見を変更する以外にも車高を下げたりニトロを搭載するなど、加速性能や操作性を向上させたりすることができる。ペイントショップの仕様は従来と同様。
また、本作は各種乗り物の運転・操縦のスキル値が存在し、これを上昇させることで操作性を向上させることが可能となっている。通常の運転によってスキル値は上昇するが、各地にある4種の乗り物の学校（自動車・バイク・飛行機・船舶）での課題をクリアすることによって、スキル値を大きく上げることも可能。

### 一般人
基本的には路上を歩いていたり会話をしていたりするが、こちらからの攻撃に反応して逃げ出したり反撃して来ることもある。一般的な市民からヤクの売人、売春婦や強盗、敵対するギャングなど種類は様々である。

### プレイヤー
本作はプレイヤーの能力・外見に対しての自由度が大幅に上昇している。
服装の自由度が大幅に向上した他、床屋で髪型を変えたり、身体にタトゥーを入れることが可能になった。また、従来のスタミナ値・肺活量に加えて、体脂肪量・筋肉量も新たに追加され、食事や運動の頻度によってこれら値が増減し、CJの能力・外見にも影響を与える。関連して空腹度（正確には最後に食事してからの経過時間）も存在し、定期的に食事をしないと体脂肪量・筋肉量の減少の他、最終的にライフも減っていってしまう。空腹によるライフ減少の結果ライフがなくなった場合は死亡する。セーブを行うか死亡などで病院からリスタートすると空腹はリセットされる（食事としてはカウントされない）。逮捕されても空腹はリセットされない。
この他、ギャングメンバーを従えるリスペクト値や、ガールフレンドを作るために必要なセックスアピール値も存在する。

### 武器（アイテム）・アクション
基本的には前作のシステムを踏襲しており、武器（アイテム）の種別が同じ場合は1種しか持つことができない。サイレンサー付き拳銃、短銃身ショットガン、熱追尾式ロケットランチャーなど新たに追加された武器も存在する。この他、アイテムとしてスプレー缶、消火器、パラシュートなどが追加されている。ガールフレンドへのプレゼント用として、花束とディルドも存在する。
本作は、武器にも種別ごとのスキル値が存在し、武器の使用回数を重ねるなどしてスキルを上げることで連射速度・装填速度・命中精度を向上させたり、GTAシリーズでは初となる二丁持ちも可能となる。
アクションについても大幅に増えている。ジャンプして壁や金網によじ登るといった基本動作の他に、各地のジムなどで覚えられる格闘攻撃が存在する。また、ナイフを装備した状態で相手の背後から忍び寄って攻撃すると、反撃されることなく一撃で殺害できる「ステルスキル」が発動する。

### マップ
フィールドサイズは前作『VC』の約5倍と広大である。従来、それ1つでマップ全体であった規模の都市部は3つ存在し、その他に山岳地帯、砂漠、農村なども存在する。ゲームシステム上は都市を中心とした「ロスサントス (Los Santos)」「サンフィエロ (San Fierro)」「ラスベンチュラス (Las Venturas)」の3つのエリアに分けられるが、都市間の森林地帯や都市部に含まれない町村を主に指して、さらに5つの郡（カウンティ）に分けられる。
広大になったが、本作においてはゲームエンジンの変更によって、前作でマップの移動の際に表示されていたデータロードがシームレス化され、自然な状態でのマップ移動が可能となっている。反面、建物に入る際にはロードが必要となった。
「サンアンドレアス」自体は、初作『GTA』に登場するが、州ではなく都市であった（本作で言うサンフィエロのような街）。また、その名称は、それぞれの都市のモデルとなったロサンゼルス、サンフランシスコ、ラスベガスを横断するサンアンドレアス断層に由来している。

### ギャング抗争
本作は、ストーリー上ギャングが重要な要素となっており、それに伴って本作特有の（あるいは本作から追加された）システムがいくつか存在する。
主人公には先述のようにリスペクト値が新たに追加された。これは主にメインミッションをクリアすることで上昇する。リスペクト値が上昇すると、その値に伴って護衛（仲間）として連れて行ける（グローブストリートの）ギャングメンバーの数が増える（最大7人まで）。この機能によって、グローブストリートのメンバーに話しかけることでその場で仲間として連れ歩くことが可能である。また、待機といった命令を行うことも可能となった。彼らは敵対ギャングのメンバーを見つけると自動的に攻撃を仕掛けるため、後述の縄張り争いなどで役立つ。
また、特筆すべき点としてギャングの縄張り争いがある。ロスサントスには各地に点在する形でギャングの縄張りが存在し、マップ上にはそこを支配しているギャングのギャングカラーが表示される。縄張りを増やすことによって収益が増加し、拠点（CJの実家）でアガリを得ることができる（前作の物件ミッションでの収入に近い）。また、一定量の縄張りが最終ミッションの開始条件となっているなど、ストーリー上でも重きをなしている要素である。縄張りは奪うだけではなく、奪われる可能性もあり、他ギャングの進撃によって抗争が始まった場合は基本的にその縄張りへ急行する必要がある。全ての縄張りを獲得すると完全制圧となり、敵対ギャングは以後は新規に出現しなくなる。
ロスサントスの前作でいうパッケージ集めは、ギャングタグの書き換えとなっており、コンプリートによる単純なパッケージ特典以外にも仲間の武器が強力になったりする。

### ガールフレンド
本作ではガールフレンドを作ることができる。ガールフレンド候補は6名おり、それぞれに好みなどの個性が存在する。複数の女性（最高は全員）とまとめて付き合うことも可能だが、殺すと二度と会えなくなる。また、デート内で条件をみたせなかったりガールフレンドへの暴力や放棄でデートを失敗し続けたり、長い間デートをしなかったりすると愛情度が減り、愛情度が完全になくなったら二度と会えなくなる。
原則として付き合うには、セックスアピール値と相手の男性の好み（体脂肪量・筋肉量、つまりマッチョやデブ）が関係し、条件を満たせば話しかけることによって付き合えるようになる（隠しパッケージのオイスター集めを全て集めると、これら必要条件が無くなり、自由に付き合えるようになる）。付き合うようになるとデートを行えるようになり、デートコースなどを指定できる。この時、相手の好みにあった場所に連れていくと愛情度が上がる。また、愛情度が一定値を超えると、デートの終わりに相手からコーヒーブレイクに誘われるが、これに関係してホットコーヒー問題が起こった（詳細は#コーヒーブレイク（ホットコーヒー問題）を参照）。
ガールフレンドと付き合うと、それぞれに特典があり、本作では従来の特定車両ミッションでの特典だった物が一部この特典に変更されている。基本的に付き合うだけで特典が付くが、さらに愛情度に応じて特殊な車両やスーツも付くようになる（詳細は登場人物の項を参照）。
このシステムは次作『GTAIV』にも受け継がれており、ガールフレンド以外にも親友と遊べる同様のシステムに発展している。

### その他の要素
サブミッション
特定車両で発生するサブミッションは、従来の救急・処刑（自警）・タクシー・消防ミッションなどに加えて、泥棒・ポン引き・列車輸送ミッションが追加された。その他にも配達・トラック運送ミッションや、アリーナ、採石場ミッションが登場する。追加ミッションが多い一方で従来の殺戮（メッタ殺し）ミッションが削除されている（後述する2人プレイ用には用意されている）。
物件
前作と同じく隠れ家の他にも、ミッションが発生する物件が登場し、購入することができる。そこで起こるミッションは（クリアに必須ではないこともあって）比較的難易度の高いものとなっており、腕試し的要素が強い。
コミュニケーション
CJに対してゲーム中の人間が話しかけてきた場合に、「肯定的」な返答と「否定的」な返答ができるようになった。3秒ほどの返答の受付時間中はCJの顔が相手の方向に向く。返答せずに返答時間が過ぎると相手が無視したことに対する発言をする。また、ギャングメンバーでない一般人の相手に否定的な返答、グローブ以外のギャングの相手に肯定的な返答をした場合、CJに攻撃してくる場合もある。
ミニゲーム
本作はダンスやバスケットボール、ビリヤード、テレビゲーム、トライアスロンといったミニゲームを行うことができ、ラスベンチュラスではカジノ（ルーレット、ブラックジャック、ビデオポーカー、マネー・ホイール）をすることも可能である。
隠しパッケージ
本作にも従来の「隠しパッケージ」にあたる物が存在する。本作はギャングタグ（ロスサントス、100箇所）・スナップショット（サンフィエロ、50枚）・蹄鉄集め（ラスベンチュラス、50個）・オイスター集め（サンアンドレス全域の水中、50個）の4種類が存在し、それぞれにその地域に登場する特典が用意されている（オイスター集めを除く。詳しくは#ガールフレンド）。
2人プレイ
PS2版（PS2版をベースにしたPS4版含む）とXbox版にのみ2人プレイが存在する。横に連なった赤い2人の人のピックアップ（アイテム）の近くで2P側のコントローラーのボタンを押すと、決められた目的がなく2人で自由に行動できるモードになり（室内には入れず、ミッションも開始できない）、2つの髑髏が斜めに連なったピックアップからは殺戮ミッションを開始できる。どちらかが死亡するか逮捕されると終了する。一定の距離以上離れた状態だと離れる方向には動けなくなる。

## 登場する人物・組織
シリーズとしては前作『グランド・セフト・オート・バイスシティ』と同じく『グランド・セフト・オートIII』に関係するものとなっており、その2作（及びその外伝作品）の登場人物も作中に登場する。特に本作においては、それまで不明であった『GTAIII』の主人公の名前が「クロード」であると判明した。

### 登場人物

#### 主人公とその家族
カール・ジョンソン（Carl "CJ" Johnson）
声 - ヤング・メイレイ
本作の主人公。通称：CJ（シージェイ）。
ロスサントスの黒人貧民地区にあるグローブストリート出身の黒人青年。兄スウィート率いる、地元ストリートギャング「グローブストリート・ファミリーズ」に所属するギャングスターであったが、5年前のギャング間抗争による弟ブライアンの死を受けてリバティーシティに移住していた。同地ではマフィアのジョーイ・レオーネの下で働いていたが、母の死を聞いて地元に帰ってきたところから物語は始まる。

スウィート（Sean "Sweet" Johnson）
声 - フェイゾン・ラヴ
CJの兄（ジョンソン一家の長）。グローブストリート・ファミリーズのリーダー。本名ショーン・ジョンソン。
地元と家族のことを第一に考え、「グローブストリート・ファミリーズ」のリーダーとして街と仲間のことを思いやり、敵対組織との抗争を厭わない。弟CJの能力を評価しているものの、地元と家族を捨てた臆病者や裏切り者とみなしており、軽んじることも多い。また排他的でもあり、妹ケンドルの恋人シーザーを黒人でないという理由で嫌っている。
CJ不在の5年間でドラッグが蔓延して衰退したグローブストリート・ファミリーズを立て直すべく、帰ってきたCJと奮闘する。再興の展望が見えてきた矢先、悪徳警官テンペニーの差し金による幹部のスモークやライダーの裏切りで刑務所に収監され、テンペニーがCJを操作するための人質として利用される。
その後、物語終盤においてトレノの働きかけで釈放される。この時点でかなりの成功を収めていたCJから、地元を捨てて一緒に働くことを打診されるが、一顧だにせず拒絶し、荒廃した地元へと帰る。最終的には兄を見捨てられなかったCJの手助けを得て、グローブストリート・ファミリーズを再興させる。
ケンドル・ジョンソン（Kendl Johnson）
声 - ヨーヨー
CJの妹。シーザーの恋人。
ギャングファミリーの生まれだが聡明さを見せる若い黒人女性。家業としてのアウトローな生活に嫌気が差しており、長兄スウィートと対象的に、兄CJの成功を肯定する。シーザーとは深く愛し合っているもののスウィートからは反対されており、これも2人の仲を認めたCJを慕う理由になっている。
物語序盤においてCJに恋人シーザーを引き合わせ、2人が親友となるきっかけを作る。以降、テンペニーの策謀でCJらが危機に陥る中にあってはシーザーに匿われ、共に過ごす。物語の舞台がサンフィエロに移ると不動産経営に興味を示し、ガレージ経営に関わるようになる。
ビバリー・ジョンソン（Beverly Johnson）
CJの母親。故人。
本編開始の少し前、バラスがジョンソン家を襲撃した際に銃撃に巻き込まれて死亡した。この件をきっかけにCJは再びロスサントスに戻ることを決意する。
ブライアン・ジョンソン（Brian Johnson）
CJの弟。故人。
詳細は不明だが、5年前にCJに関係する形でギャング抗争に巻き込まれて死亡した。この件をきっかけにCJは故郷を離れ、リバティーシティに移住した。

#### CJの協力者
シーザー・ビアルパンド（Cesar Vialpando）
声 - クリフトン・コリンズ・Jr
ヒスパニック系ギャング「バリオス・ロス・アステカ」のリーダーで、ケンドルの彼氏。
車の改造やストリートレースを趣味としている。ケンドルの兄であるスウィートやCJから、肌の色の違いを理由として交際に公然と難色を示されても誠実に対応している。ドラッグを嫌うという点でもグローブストリート・ファミリーズの方針と一致しており、彼らの友好組織として振る舞う。
物語序盤、ケンドルの手引きによってCJと知り合い、すぐに打ち解ける。以降は義兄のために協力を惜しまず、結果としてテンペニーらの陰謀にCJが早期に気がつくことに貢献する。グローブストリート・ファミリーズが壊滅するとCJの依頼でケンドルを匿い、また協力者として従姉妹のカタリーナを紹介するが、バリオスもまたバゴスの策謀で内部分裂やシマを乗っ取られてしまい、自身もロスサントスからの逃亡を余儀なくされる。以降はテンペニーの監視下で身動きが取れないCJに代わって、裏切り者のスモークらの調査を行い、その結果ロコ・シンジゲートを暴く。また、CJがサンフィエロでガレージ経営を始めるとその知識や技術を生かして参加し、車の修理や収集を行う。その後、舞台がサンフィエロに移った後はCJの協力を得て、バゴスに乗っ取られていたシマを取り返す。
カタリーナ（Catalina）
声 - Cynthia Farrell
シーザーの従姉妹。『III』の主要登場人物。バッドランドにおけるCJの協力者。
感情の起伏が非常に激しく、暴力的なヒスパニック系の若い女性。感情が高ぶるとスペイン語訛りの罵詈雑言を吐く。物語前半でロスサントスから追いやられたCJのために、シーザーが紹介した協力者だが、その気性の激しさと無謀な犯罪計画で逆にCJを振り回す。やがて無謀なミッションをこなしていくCJに惚れ込み、一方的に恋愛感情を抱くようになるが、CJにその気がないことから不満を持って一方的に振った後、クロード（GTAIIIの主人公）の恋人となって袂を分かつ。しかしながらCJに対しては強い未練があり、バッドランドでのストリートレースを挑んだり、クロードとの情事中に電話をかけてくるなどの嫌がらせを繰り返す。ストリートレースでの敗北後、サンフィエロのガレージの権利をCJに引き渡し、クロードと共にリバティーシティへ向かう。
GTAIIIの主要人物（最終的な敵役）であり、今作におけるカタリーナのエピソードはGTAIIIのメインストーリーの前日譚にもなっている。
トゥルース（The Truth）
声 - ピーター・フォンダ
ヒッピーの老人。バッドランドからサンフィエロにおけるCJの協力者。
フリントカウンティの農場で麻薬の栽培を行っている老人。陰謀論者でもあり、唐突に国家や宇宙人に関する荒唐無稽で意味不明な話を展開し、周りを戸惑わせる（しかし、後の展開で部分的には事実であることが示される）。テンペニーに脅迫されて栽培した麻薬を収奪されている。
バッドランドにて、テンペニーの命令を受けて仕事を手伝うことになったCJと出会う。以降、共にテンペニーの被害者としてCJに仕事を頼み、後には麻薬取締局に麻薬畑を見つけられたこともあって、サンフィエロに一緒に移る。そしてガレージ経営に必要な人脈としてゼロやジェスロ、ドウェインを紹介し、自身は姿を消す。
物語後半で再びCJの前に姿を現し、軍基地に潜入させて軍事機密のジェットパックを奪わせたり、軍が厳重に輸送中の緑色の謎の物体を強奪させたり、友人のケント・ポールらの救助を求めたりする。
ウージー（Woozie）
声 - ジェームズ・ヤエガシ
チャイニーズマフィア「トライアド（三合会）」系のギャング「マウンテン・クラウド・ボーイズ」のボス。サンフィエロ以降におけるCJの協力者。
視覚障害を持ち、常にサングラスをかけている中国系の男。サンフィエロの中国人街を拠点に賭博場を経営する。組織の長として有能な人物で、組織内では「幸運の土竜」の異名を持ち、部下たちから慕われる。目が見えないにもかかわらず、悪路をカーレースで走破したり、テレビゲームでCJに勝利するなど常人離れした一面を持つ。一方で部下とのゲームでは、彼を慕う部下が八百長で負けている（本人は八百長で勝たせてもらっている自覚はない）。
レッドカウンティのカーレースでCJと知り合い、その腕を認めてサンフィエロを訪れた際には声をかけるように言って別れる。後に舞台がサンフィエロに移ると、いくつかのビジネスをCJに任せるようになり、良好なビジネスパートナーとしての関係を築く。その後、ラスベンチュラスに「フォードラゴンズ・カジノ」を造ると、黙ってCJを共同経営者に据えて彼を驚かせる。物語終盤のCJのロスサントスへの帰還やマッドドッグ邸の奪取も後援する。
ゼロ（Zero）
声 - デヴィッド・クロス
サンフィエロのラジコンショップの経営者。28歳。
いわゆるナード（オタク）の青年で童貞。「グレートA」「最高の天才」を自称し、通信衛星システムにハッキングを仕掛けられるなど、電子機器に関する知識・技術が高い。かつて科学コンクールで、同業者バークレーに勝利し、以来、互いに本物の武器を搭載したラジコンで抗争している。
トゥルースの知り合いで、CJとは彼を介して出会う。CJにバークレーとの抗争を手伝ってもらい、彼の撤退後は、電子機器のプロとして協力する。カリギュラスカジノの金庫破りにおいても後方支援を行っているが、強盗の終わりにゼロのせいでバークレーに情報が漏れていたことがCJに発覚し、彼に殴られる。
ジェスロ、ドウェイン（Jethro & Dwaine）
声 - John Zurhellen & ナビド・ホンサリ
整備士。『GTA:VC』にも端役として登場。
自動車など乗り物全般に長けた技術者のコンビ。基本的に常識人ではあるが、トゥルースとは旧知の仲で、彼の脈絡のない言動や思想にも理解を示している節がある。かつてはバイスシティのボートヤードで働いていたが、勤務先がトミー・ベルセッティ（GTAVCの主人公）に買収されたためにサンフィエロに移ってきたという経緯がある。
サンフィエロに舞台が移った後、ガレージ経営に必要な人材としてトゥルースの紹介を受けたCJによってスカウトされ、彼の店で働くようになる。CJが車を何台もダメにしていることを聞くと、サンフィエロのドライビングスクールを紹介する。
マイク・トレノ（Mike Toreno）
声 - ジェームズ・ウッズ
ロコ・シンジケートの幹部。
身なりの良い落ち着いた中年男性。表向きは麻薬シンジケートの幹部ながら、その正体は政府機関の工作員。曰くアメリカの敵と戦い、常にDEAやFBI、各国のスパイ等から監視衛星まで様々な者から監視及び狙われているという（どこまでが真実かは不明）。ロコ・シンジケートの運営も政府の任務の一環だという。
物語中盤より登場し、当初はCJらの敵と目される。CJとシーザーによるロコ・シンジケートの壊滅作戦において、搭乗していたヘリコプターを撃墜され死亡したと思われていたが、実際には生存しており、後日、ボーンカウンティのコテージに匿名でCJを呼び出す。自らの正体を明かした後、ロコ・シンジゲートを壊滅させられたことで滞った仕事をCJに解決させようとする。CJはこれを拒否しようとするが、服役中のスウィートの件を持ち出し、脅しをかけて従わせる。
舞台が再度ロスサントスに移った後も、スウィートを引き合いに出してCJに海軍の強襲揚陸艦の艦載機（VTOL戦闘機）を奪わせ、スパイ船を沈めさせるという無茶なミッションを依頼する。しかし、それを最後に今までの活躍に応えるという形で、裏から手を回してスウィートを釈放させる。
ケント・ポール（Kent Paul）
声 - ダニー・ダイア
著名な音楽プロデューサー。イギリスのロックバンド「ガーニング・チンプス」のマネージャー。『GTA:VC』にも登場。
音楽プロデューサーらしい調子の良い男。トゥルースの案内でマッカーと砂漠を訪れるが遭難し、CJに助けられる。ローゼンバーグの旧友でもあったため、ラスベンチュラスのマフィア抗争で調停役だった彼とCJが出会うきっかけを作る。後にサルバトーレから人質扱いにされ、そのまま殺される予定であったがCJの機転で生存する。
マッド・ドッグの復帰に際してプロデューサーとしての手腕を発揮する。
マッカー（Maccer）
声 - ハッピー・マンデーズ
イギリスのロックバンド「ガーニング・チンプス」のリードボーカル。『GTA:VC』にも登場。
所構わず自慰行為を始めるという迷惑な性癖がある青年。ポールと砂漠で遭難したところをCJに助けられる。
ケン・ローゼンバーグ（Ken "Rosie" Rosenberg）
声 - ウィリアム・フィクナー
「カリギュラスカジノ」のマネージャー。フォレッリ・ファミリーの元顧問弁護士。『GTA:VC』の主要人物。通称ロージー。
禿げ始めた頭髪の頼りない中年男。『VC』で成功を収めたトミーの顧問弁護士として裕福な生活を送っていたが、1992年（本作の舞台となる年）に薬物の乱用によって弁護士資格を剥奪され、ベルセッティ・ファミリーを追い出される。その後、薬物クリニックに入院して更生し、資格も回復。その来歴を買われ、リバティーシティの大マフィアであるレオーネ、フォレッリ、シンダッコの利害調停役として「カリギュラスカジノ」のマネージャーとなる。しかし、カジノでトラブルが起きるたびに矢面に立たされる立場のため神経をすり減らしていた。
舞台がラスベンチュラスに移ると、ポールの知り合いという形でCJと出会う。CJこそが「フォードラゴンズ・カジノ」絡みで大マフィア間に騒動を起こさせている元凶だとは気づかず、表向き抗争を鎮静化させるための仕事を彼に任せた結果、実際にはCJ及び協力関係にあるトライアドの権益を大きくしてしまう。サルバトーレの来訪後は用済みとなり殺される手はずになっていたが、殺しを命じられたCJが機転を効かせた結果、生存する。表向きには死亡したものとされてマフィアの支配から解放され、その後はCJの提案によりマッド・ドックの会計士を務める。
マッド・ドッグ（Madd Dogg）
声 - アイス-T
人気ラッパー。
ロスサントス北部の高級住宅街・バインウッドに邸宅を構える壮年の黒人男性。物語序盤、オージー・ロックの依頼を受けたCJによってライムブックを盗まれ、さらにマネージャーを殺害される。以降、転がり落ちるように転落人生を歩み、ドラッグや酒に溺れて邸宅もドラッグ売買のギャングに奪われる。
物語後半、舞台がラスベンチュラスに移った後に再登場。全財産をカジノで失い、飛び降り自殺を図っていたところを偶然居合わせたCJに救われ、彼の励ましを受けて更生することを誓う。その後、CJがマネージャーとなり、後日トライアドの支援を受けたCJによってロスサントスの邸宅を取り戻す。さらにオージー・ロックに奪われたライムブックもCJの活躍によって取り戻し、ラッパーとして再起する。最終的にはミリオンセラーを記録し、ゴールドレコードを受賞した。

#### グローブストリート・ファミリーズ
ロスサントスのギャング（ストリートギャング）。かつては最大勢力を誇ったが、CJが離れた後は衰退していた。
スウィート
CJの兄。グローブストリート・ファミリーズのリーダー。
→#主人公とその家族
ビッグ・スモーク（Melvin "Big Smoke" Harris）
声 - クリフトン・パウエル
グローブストリート・ファミリーズの古参幹部。本名メルヴィン・ハリス。
ボーラーハットにメガネが特徴の肥満体の黒人男性。貧困地区のギャングメンバーにしては珍しい落ち着いた学識があるような人物で、今までに読んだ哲学の本や聖書の内容を引用して話す癖がある。CJのグローブストリートへの帰郷を喜び、彼には人生訓めいたものを説くことが多い。現在は叔父の遺産でグローブストリートから少し離れた（バラスのシマにある）家に住んでいるが、今も心はグローブストリートにあると述べる。一方でスウィートの方針に反対することもあり、特にバラスのように麻薬を扱うべきだと主張する。
物語序盤、グローブストリート・ファミリーズの再興を始めたCJらに協力する。ところが、再興の展望が見えてきた矢先にテンペニーに唆されてライダーと共に裏切ることを決め、スウィートを刑務所送りにし、CJをロスサントスから追放する。以降、バゴスやバラスと協力してロスサントスに一大勢力を築くと共に、ロコ・シンジゲートも構成し、麻薬ビジネスの成功者となる。
物語終盤、CJがロスサントスに帰還すると報復を恐れて地下に潜伏し、姿を消す。グローブストリート・ファミリーズの縄張りが一定以上になると潜伏先が判明し、CJの襲撃を受ける。彼との戦いに敗れた後は「ビッグ・スモークの名前を残したかった」という裏切りの理由を告げ、そのまま息絶えた。
序盤のミッション「Drive-Thru」にて、ファミリーズ4人でクラッキン・ベル（ファーストフード店）を訪れた際に1人で大量に注文するシーンがあり、海外ではインターネット・ミームとなっている。
ライダー（Lance "Ryder" Wilson）
声 - MCエイト
グローブストリート・ファミリーズの古参幹部。本名ランス・ウィルソン。
喧しい小男の黒人で重度のマリファナ中毒者。背が低いことがコンプレックスで「俺は止められない」が口癖。威勢がよく、どこまで本当かわからない自慢話をよくする。
物語序盤はCJたちに協力するが、テンペニーに唆されてスモークと共に彼らを裏切る。その後の組織における立場は不明だが、ロコ・シンジゲートの会合に顔を出すなど、少なくとも幹部として振る舞う。最期はサンフィエロのピア69でのドラッグの取引現場をCJとシーザーに襲撃され、ボートで逃走を図るもCJとのボートチェイスの末に彼に殺害された。
オージー・ロック（Jeffrey "OG Loc" Cross）
声 - Jonathan Anderson
ラッパー。グローブストリート・ファミリーズの自称メンバー。本名ジェフリー・クロス。
グローブストリート出身のお調子者の黒人。ラッパーを自称するも才能はなく、事あるごとに下手なラップを聞かせたがるため、回りからは迷惑がられる。また、「ギャングスター（ギャング）」であることも自称するが、スウィート達からは仲間（ギャング）と認められていない。本人は"Loc"を「ロック」ではなく「ロゥク」と読ませたがっている。
スウィート達に認めて貰おうと様々な罪（車泥棒や駐車違反などの軽犯罪）を犯して服役していたが、CJの帰郷と同時期に出所する。出所時は保護観察中で、社会復帰の一環としてバーガーショット（ファーストフード店）の掃除係として働かされる。
ラッパーとして成り上がるためにCJにマッド・ドッグのライムブックを盗ませ、さらに彼のマネージャーを殺害させる。その後、スモーク達の裏切りが発生するが、スモークに取り入って保身を図る。CJがロスサントスを離れている間に、マッド・ドッグのライムブックによってラッパーとして成功を収めるが、彼の依頼を受けたCJに襲撃され、ライムブックを取り返された。その後の消息は不明。
Bダップ（Mark "B-Dup" Wayne）
声 - ゲーム
グローブストリート・ファミリーズの古参メンバー。本名マーク・ウェイン。
かつてビッグ・ベアとコンビを組み、敵組織から恐れられた人物。しかし、CJが不在の5年間にドラッグの密売に手を出すようになり、相棒のビッグ・ベアも薬漬けにして奴隷扱いし、私服を肥やしていた。CJのロスサントス追放後はスモーク共々バラスと協力して大々的にドラッグの密売を行い、グレンパークに新居を買うなど順風満帆な生活を送る。その後、CJが帰還すると屋敷を襲撃され、追い詰められてスモークが人間不信に陥っていることを白状する。その後、やってきたビッグ・ベアにドラッグを餌にしてCJ達を殺させようとするが、ファミリーの誇りを取り戻したベアからは拒絶され、逆に殴り倒された。
ビッグ・ベア（Barry "Big Bear" Thorne）
声 - ビッグ・ボーイ
グローブストリート・ファミリーズの古参メンバー。本名バリー・ソーン。
「ビッグ・ベア（大熊）」という通称の通り、大柄な体格の黒人男性。かつてBダップとコンビを組み敵対組織を恐れさせたが、CJが不在の5年間に麻薬漬けにされ、今では腑抜けになっている。ドラッグを餌にBダップの言いなりになっており、往時の姿は失われている。
物語終盤では帰還したCJがBダップを追い詰める中で登場し、彼にCJを殺すように命じられるも、ストリートの誇りを思い出し、逆にBダップを殴り倒した。その後はスウィートに連れられて更生施設に入る。
エメット（Emmet）
声 - Eugene Jeter J
グローブストリート・ファミリーズ系のセビル・ファミリー（Seville Boulevard Families）所属の武器商人。
黒人の老人。グローブストリート・ファミリーズが用いる武器を卸しているが、扱う品は旧式で質も悪く、「博物館に飾ってあるような物」と揶揄される。また認知症の気があり、自分が銃を暴発させたにもかかわらずその場に居合わせたCJ達を犯人扱いしたり、さらにはCJを死亡したブライアンと間違えるなどしている。

#### C.R.A.S.H.（クラッシュ）
ロスサントス市警の組織犯罪対策課。通称の"C.R.A.S.H."はCommunity Resources Against Street Hoodlums（組織犯罪対策課）の略称である。
フランク・テンペニー（Officer Frank Tenpenny）
声 - サミュエル・L・ジャクソン
C.R.A.S.H.所属の警官。本作における最終的な敵。
警察という立場を利用して管轄地域のギャングらを脅迫し、多額の金銭を得ている黒人の悪徳警官。他にも脅迫で汚い仕事をさせ、不当な利益を得ている。
本編開始の直前、自身の汚職を告発しようとしていた同僚のペンデルベリーをギャングに殺されたように見せかけて殺害する。その後、ロスサントスに帰ってきたCJと偶然再会し、ペンデルベリー殺害に使った拳銃を彼に渡すことでその罪を擦りつける。以降、CJの前にしばしば現れては脅しをかけて汚い仕事を手伝わせ、彼の活躍でグローブストリート・ファミリーズが再興すると、幹部のスモークとライダーを唆して裏切らせ、破滅に追い込む。その後は逮捕したスウィートを人質にCJを利用し、自身の汚職の証人の殺害や、同じく脅迫下にあるトゥルースの麻薬ビジネスを手伝わせる。
物語終盤ではヘルナンデスの裏切りで再び立場が危うくなり、CJの殺害を狙うが失敗し、相棒のプラスキーを失って追い込まれていく。やがて裁判に至るが、裏から手を回して証拠不十分で不起訴にすることに成功。それによって生じた暴動の中でCJがスモークを殺害すると、スモークの金の横取りとCJの殺害を狙うが失敗し、最期は消防車でのカーチェイスの末に橋から転落して死亡した。
エディ・プラスキー（Officer Edward Pulaski）
声 - クリス・ペン
C.R.A.S.H.所属の警官。テンペニーの相棒。
粗暴かつ攻撃的な白人警官。相棒のテンペニーと共に警官という立場を利用した汚職で不当な利益を得ている。
物語終盤、テンペニーの命令でCJと裏切り者のヘルナンデスを始末しようとする。殺害したヘルナンデスの死体を埋める墓穴をCJに掘らせている中で、蘇生したヘルナンデスから不意の攻撃を受けてCJの自由を許してしまう。その後、CJからの逃走を図ったものの、最終的には追いつかれ殺害された。
ジミー・ヘルナンデス（Jimmy Hernandez）
声 - アルマンド・リスコ
C.R.A.S.H.所属の警官。
ヒスパニック系の若い新任警官。巡査を3年間務めた後、C.R.A.S.H.に配属される。元は熱意ある真面目な警官であったが、テンペニーの部下になった直後、彼に命じられて先輩警官のペンデルベリーの殺害の実行犯になり、以降はそれを弱みとしてテンペニーに従うようになる。
物語終盤、良心の呵責から密かにテンペニーらを裏切り、上層部に汚職を密告する。しかし、テンペニーにはバレており、ラスベンチュラス郊外の荒野にてプラスキーの手で殺害された。
ラルフ・ペンデルベリー（Ralph Pendelbury）
C.R.A.S.H.所属の警官。故人。
テンペニーの同僚警官。彼らの汚職を告発しようとしていたため、本編開始の直前に彼らにギャングの仕業に見せかけて殺される。

### 犯罪組織の人物

#### ロスサントスのギャング
ケイン（Kane）
バラスの幹部。
CJの母親の殺害に関わっていたと見られる人物。仲間の葬儀を行っていたところをCJらに襲撃され、殺害される。
ビッグ・ポッパ（Big Poppa）
バゴスの幹部。麻薬の売人。
バゴスの拠点となったマッド・ドッグ邸を根城とする人物。物語終盤のマッド・ドッグ邸の奪取の際に、CJらの急襲を受け、殺害される。

#### トライアド
漢字で三合会とも書く、中国系ギャング（チャイニーズマフィア）。本拠は中国本土であり、作中ではその配下でアメリカを拠点とする複数の組織が登場し、それらを総称して「トライアド」と呼ばれている。
ウージー
トライアド系ギャング「マウンテン・クラウド・ボーイズ」のボス。
→#CJの協力者
ガッピー（Guppy）
「マウンテン・クラウド・ボーイズ」のメンバー。
ウージーに関わる様々なシーンで盲目の彼のサポート役として登場する人物。カリギュラスカジノへの強盗でもサポートを行う。マッド・ドッグ邸の奪還にも参加するが、プレイ次第で死亡することがある。
ラン・ファーリー（Ran Fa Li）
声 - Hunter Platin
トライアド系ギャング「レッド・ゲッコー・トング」のボス。「フォードラゴンズ・カジノ」の共同経営者の1人。
肥満体の中年男性。「ウー」という唸り声や咳払いしか発さず、しかし、部下はそれだけで何を言いたいのかを理解しており、CJには半ば部下が通訳に入る感じで自分の考えを伝える。ウージーと関係が深く、暗殺者に命を狙われていたところを、彼の紹介でCJと知り合い助けてもらう。後の「フォードラゴンズ・カジノ」の共同経営者の一人でもある。
スージームー（Su Xi Mu）
声 - Richard Chang
ラン・ファーリーの部下。
ラン・ファーリーと行動を共にする人物で、唸り声や咳払いにしか聞こえない彼の言葉を理解し、通訳のように相手に伝える役目を担う。

#### ロコ・シンジケート
サンフィエロを拠点とする麻薬シンジケート。ビッグ・スモークらも関わっており、そのためにCJは組織の調査及び壊滅を狙う。
マイク・トレノ
ロコ・シンジケートの仕切り役。
→#CJの協力者
ジジー・B（Jizzy B）
声 - チャーリー・マーフィー
サンフィエロの成人向けクラブ「ジジーズ プレジャードーム」の経営者。ロコ・シンジケートの仲介役。
紫のスーツを着込んだ派手な男。サンフィエロのポン引きの元締めでもあり、多数の娼婦を囲い込んでいる。ロコ・シンジゲートの調査のために潜入してきたCJに心を許し、幾つかの仕事を依頼する。最終的には組織の情報がある携帯電話を狙ったCJの襲撃を受け、殺害される。
ティーボーン・メンデス（T-Bone Mendez）
声 - フロスト
サンフィエロのヒスパニック系ギャング「サンフィエロ・リファ」のリーダー。ロコ・シンジケートの用心棒。
特にジジー・Bの警護を行っている用心深い男。ジジー・Bに急接近してきたCJを不審に思い警戒する。結局、自身の不在時にジジー・Bは襲撃され、殺害される。間もなくしてサンフィエロのピア69でライダーと取引を行っていたところをCJとシーザーに襲撃され、射殺されて海に落とされる。

#### ラスベンチュラスに関係するマフィア
ラスベンチュラスではリバティーシティ―を拠点とするイタリア系の大マフィアであるレオーネ、フォレッリ、シンダッコの3つが権益を争っている。名目上は3組織で「カリギュラスカジノ」を所有し、元フォレッリの弁護士であるケン・ローゼンバーグを利害調整役として信任している。
ここにトライアドが「フォードラゴンズ・カジノ」として参入したことで三者のバランスが崩れて抗争が始まり、CJが介入することになる。
ケン・ローゼンバーグ
→#CJの協力者
サルバトーレ・レオーネ（Salvatore Leone）
声 - フランク・ヴィンセント
リバティーシティの大マフィア「レオーネ・ファミリー」のボス。『III』の主要登場人物。
大マフィアの長らしい落ち着いた老練な男。ジョニーの死によってラスベンチュラスにおけるシンダッコ・ファミリーの影響力が低下したことを見計らい、「カリギュラスカジノ」を買収すべくラスベンチュラスに来訪し、自ら指揮を取る。ローゼンバーグからCJを紹介されると、彼が息子ジョーイの下で働いていた縁を知り、その手腕を見込んでフォレッリとの抗争を手伝わせる。結果としてシンダッコとフォレッリが弱体化してラスベンチュラスの権益を独占したかのようになるが、直後にカリギュラスカジノをCJとトライアドに襲われて多額の損害を被る。その後、CJに仲間や兄弟全員に報復を行うと電話で脅迫してくるが、登場はしない。
マリア（Maria Latore）
声 - デビ・メイザー
サルバトーレの愛人。『III』の主要登場人物。
妖艶な若い美女。サルバトーレと共にラスベンチュラスに来訪し、常に彼に侍っている。
ジョニー・シンダッコ（Johnny Sindacco）
声 - ケイシー・シーマツコ
シンダッコ・ファミリーの幹部で、ボスの息子。
ファミリーのラスベンチュラスにおける権益を担当する青年。新たに参入してきた「フォードラゴンズ・カジノ」の経営に対する妨害工作を行ったため、経営主体であるトライアドに捕まり、CJから車のボンネットに縛り付けられた状態でラスベンチュラスの街を猛スピードで駆け抜けるという拷問を受ける。情報を吐いて解放されるも、心身共に衰弱して病院に入院する。この状態を好機と見たフォレッリ・ファミリーから今度は命を狙われるが、今度は調停役のローゼンバーグの依頼を受けたCJによって命を助けられる。その後は回復しつつあったが、ローゼンバーグの紹介でCJに引き合わされた際に、先のトラウマが引き起こされ、心停止を起こしてそのまま死亡する。
直接は登場しないが、父であるファミリーのボスは『LCS』に登場するポーリー・シンダッコである。
マルコ・フォレッリ（Marco Forelli）
劇中には直接登場しないが、ラスベンチュラスの騒動で裏で糸を引く人物。ラスベンチュラスで指揮をとるジョニーの入院を同地の権益独占の好機と見て、その暗殺を部下に指示する。結果としてジョニーが死ぬものの、機先を制したサルバトーレに権益を奪われてしまう。そこで今度はサルバトーレの暗殺を企むが、サルバトーレの依頼を受けたCJに暗殺部隊を壊滅させられた上に、さらにリバティーシティの本拠「セント・マークス・ビストロ」をCJに襲撃され、抗争に敗北する。

#### その他のマフィア
スネーク・ヘッド（The Snakehead）
ベトナム系ギャング「ダナンボーイズ」のリーダー。
CJが貨物船を襲撃した際に刀を使って応戦するも、敗死する。

### ガールフレンド
本作では6人のガールフレンドと付き合うことができる。デフォルトで特典があり、さらに愛情度を高めることで車両やスーツといった追加特典もある。殺したり殴ったりすると2度と会えなくなる。
デニスとミリーはミッション進行上で自動的に付き合うことになるが、他の4名は直接会う必要がある。またその4名には男性の好みがあり、条件を満たさないと付き合うことはできない。 ただし、秘密パッケージのオイスター集めを完了すると無条件で付き合えるようになる。
デニス・ロビンソン（Denise Robinson）
声 - ヘザー・シムズ
グローブストリートの住人である黒人少女。
活発な性格で、自らを好奇心旺盛と称している。グローブストリートの住人であるにもかかわらず、グローブストリート・ファミリーズの敵対ギャングであるバゴスと関係を持つ。また、ドライブバイ（車上射撃）が趣味であり、デートが始まると「ドライブバイがしたい」と言い出す（「バラス」や「バゴス」や「アステカ」の近くを通ると攻撃する）。他の5名と違い、体型も魅力も関係なく付き合えるが、ロスサントスにいる間はどこにいてもデートの誘いの電話を掛けてくる。さらに他の女性とのデート中に怒りで車で特攻してくることがある。
物語序盤、テンペニーの命令を受けたCJがバゴスのアジトを放火した際に、その中におり、CJに救出されたことで彼に惚れ、付き合うようになる（そもそもCJが放火したことは知らない）。
ヘレナ・ワンクスタイン（Helena Wankstein）
声 - ビジュー・フィリップス
レッドカウンティ郡ブルーベリーに住む白人女性。
ガンマニアであり、ブルーベリーにあるアミュネイションの屋外射撃場で銃を乱射している。優男（低い体脂肪と低い筋力）が好みで、相手のファッションにもこだわりがある。
付き合っている間は特典として家の火器（ピストルや火炎放射器）を使用することができる。
ミシェル・カンヌ（Michelle Cannes）
声 - Vanessa Aspillaga
サンフィエロのダウンタウンに住む白人女性で、車の整備士。
車の運転が大好きであり、午前中はドライビングスクールにいる。太っている男性が好み。
付き合っている間は特典として、彼女のガレージをペイントショップとして無料で利用できる。
ケイティ・チャン（Katie Zhan）
声 - チャイナ・チョウ
サンフィエロに住むアジア系女性で、看護師。
何故かゴルフ場で太極拳の練習をしている。健康志向な性格で、また男性の好みもマッチョなのが好み。
付き合っている間は特典として、病院の治療が無料となり、体力ゼロで収容された場合も武器の没収といったペナルティが無くなる。
バーバラ・シュタンバート（Barbara Schternvart）
声 - Danielle Lee Greaves
ラスベンチュラス西方ティエラロバダ郡のエル・ケブラードスに住む黒人女性で、エル・ケブラードスの警察署に勤務している警官。
デート中でも殺人などの犯罪を起こすとデートが中止になる。バツイチであり、2人の子持ち。太っている男性が好み。
付き合っている間は特典として、警察に逮捕されても保釈金を支払う必要がなくなり、また武器も没収されなくなる。また、親密度が100%になると、警察の服を入手できる。
ミリー・パーキンス（Millie Perkins）
声 - オーフェ
ラスベンチュラスに住む白人女性で、カリギュラスカジノのディーラー。
普段の外見は普通だが、性的思考が特殊で、淫乱である。ラスベンチュラス郊外の高級住宅街に住むが、内装はSM趣味のかなり淫靡なものになっている。プレゼントでもディルドを好む。デートの際の服装に「gimpスーツ」を着ていくとスペシャルデートになる。
ラスベンチュラスでのカジノ強盗計画の一連のイベントにおいて、カジノ内部へ侵入するためのカードキーを手に入れたいCJに目を付けられ、自宅に呼んだgimpスーツの男がCJにすり替わったことに気付かず、そのままプレイでCJを気に入って付き合うようになる。親密度がある程度いくと、CJに対してカジノ強盗計画のことは口外しないことを告げた上で彼にカードキーを渡し、最後に分け前をもらうことを約束させた。
デフォルトの特典は無く、スーツの特典も無い。車両のみである。

### その他の人物
クロード（Claude）
カタリーナの恋人。『III』の主人公。
無口な青年。カタリーナの一方的な因縁によりCJとレッドカウンティのストリートレースで戦うことになる。敗北するとサンフィエロのガレージの権利を渡し、カタリーナと共にリバティーシティへ渡る。

リース爺さん（Old Reece）
ロスサントスのアイドルウッド地区にある理髪店「Old Reece's Hair Facial Studio」の老経営者。
黒人の老床屋。グローブストリートの住民たちを顧客とし、CJらの親の代から世話になっているという。ミッションで最初に行ける床屋。リースの床屋を利用した場合、昔話が聞ける。ライダーからは「ここ何年も頭がおかしい」と評される。

#### ギャング・マフィア
本作も多様な犯罪組織がストーリーに影響を持つ。

##### ロスサントス
ロスサントスには主人公が所属する（同時に物語の舞台ともなる）グローブストリート・ファミリーズを含めて4つのストリートギャングが存在し、互いに縄張りを巡って抗争している。また、全てのギャングがVにも登場する（しかし、グローブストリート・ファミリーズに相当する組織は2013年時点でグローブストリートがバラスの縄張りとなっているためか、単に「ファミリーズ」と呼ばれるようになっている上にVとSAの世界観は別物であるために本作品とVではギャングカラー以外の設定は大きく異なる）。
グローブストリート・ファミリーズ（Grove Street Families）
主人公であるCJが所属し、兄であるスウィートがリーダーを務める名前の通りにグローブストリートを拠点とするギャング（ギャングカラーは緑）。構成組織にはTemple Drive FamiliesやThe Seville Boulevard Familiesなどがおり、ゲーム開始時の状態では前者は主にLos Santos北部、後者はLos Santos南東に所属するが、前述のギャング抗争における縄張りの支配率によって両組織の所属範囲も上下する。また、反ドラッグの体制を取っており、ドラッグの売人を縄張りから締め出そうとしている。かつてロスサントスで最大の勢力を誇っていたが、CJがリバティーシティにいた5年間で逆にギャングメンバーがドラッグに汚染されてしまい、結果として弱体化の一途（いわゆる一因ともなっている）を辿ることとなる（スウィート曰く「仲間を愛し地元を愛するのが、今も昔もファミリーの精神」とのことである）。その後、CJが帰ってきたことによって復興しかけたところを主要幹部のビッグスモークらの裏切りやC.R.A.S.H.の策略でスウィートは逮捕され、更にはCJがロスサントスを追放されたことで壊滅状態に陥るが、後にCJがロスサントスへ帰還したことでファミリーを盛り返していくこととなる。
バラス（The Ballas）
現在のロスサントスで最大の勢力を誇るアフリカ系のギャング（ギャングカラーは紫、黒、白）。構成組織にはFront Yard BallasやRollin Heights Ballas、The Kilo tray BallasやThe Temple drive Ballasなどがおり、中でもFront Yard Ballasは組織の中枢を担っている。CJがいなくなった後のグローブストリートにドラッグを蔓延させることで弱体化させて最大勢力を築くが、同時にロスサントスの他のギャングであるバゴスの他にもロコ・シンジゲートやロシアン・マフィアなどとも協力関係を持った上で暴力や恐喝、売春やドラッグとロスサントスにおける多様な犯罪行為に関わり、後に背後にいるC.R.A.S.H.の介入もあってビッグスモークらを引き込むことでグローブストリート・ファミリーズを壊滅状態に追い込む。その後、バゴスと共にロスサントスを牛耳るが、最終的には帰還したCJによって弱体化していくこととなる。プレイスタイルによっては、シマを全て奪うことでロスサントスにおいて完全に消滅する。しかし残党が未だに同じ車に乗っていることがある（グローブのメンバーに発見されると殺される）。
ロスサントス・バゴス（Los Santos Vagos）
ラテンアメリカ系のギャング（ギャングカラーは黄、白）。バリオスと非常に仲が悪く、抗争を繰り返しており、またグローブストリートとも抗争している。また、バラスとは協力関係を築いており、ドラッグも扱っている。ドラッグを利用してバリオスを壊滅寸前にまで追い込んだり、マッド・ドッグの邸宅を奪うなどしたが、最終的にはロスサントスへ戻ったCJに奪い返される。
バリオス・ロス・アステカ（Varrios Los Aztecas）
構成員の大半がヒスパニックのラテンアメリカ系のギャング（ギャングカラーはターコイズブルー）。暴力沙汰を起こしたり、重火器の密輸入などに関わっているが、ドラッグは扱わない。また、ローライダーが多く、違法のストリートレースにも関わっている。リーダーのシーザーはCJの協力者であるが、メンバーの近くを通りかかると他のギャングと同様にCJが襲われることもある。また、縄張り争いをすることは出来ず、よって縄張りを奪われることはないが、奪うことも出来ない。ユニティ駅ではローライダーの集会を定期的に行っており、CJが参加することも可能で、この時だけはバリオスのメンバーはCJをローライダーとして攻撃することなく受け入れる。また、終盤で一度だけCJと共闘するミッションがある。

##### サンフィエロ
CJがトライアドのウージーとビジネスパートナーとなるためにストーリー上で抗争に関わることもあるが、基本的にミッション中以外でCJが関わることはない（また、襲われたりもしないが、逆に攻撃すると反撃される）。
トライアド（Triads）
GTAシリーズのほぼ全てに登場する中国系マフィア。本作ではサンフィエロの中華街に拠点を持っており、いくつかの組織より成り立っている。また、ウージー率いるMountain Cloud Boysやラン・ファーリー率いるRed Gecko Tongからなり、ベトナム系ギャングのダナンボーイズと対立しているが、名称が分かっているものでは他に「Blood Feather Triad」があり、それはダナンボーイズによって壊滅させられている。各地に賭場を経営しており、賭博が主な収入源である（後にイタリア系マフィアの縄張りであるラスベンチュラスへ進出し、「フォードラゴンズ・カジノ（四龍賭場）」を始める）。また、ウージーによると麻薬の扱いは禁止されているが、麻薬に関わる情報にはある程度に把握している。
サンフィエロ・リファ（San Fierro Rifa）
Tボーン・メンデスがリーダーを務めるラテンアメリカ系のギャング（ギャングカラーは水色）。コカイン取引に広く関わっており、コカイン工場などを所有している。また他のギャングと異なり、普通は銃器を持たないため銃器を向けたり銃火器で攻撃すると一目散に逃げ出すのが特徴である。また、Tボーンの関係でロコ・シンジケートも構成しており、ロコ・シンジゲートを介してロスサントスのギャングとも関わりを持つが、ロスサントスのメキシコ系のギャングを酷く嫌っている。
ダナンボーイズ（Da Nang Boys）
Easter Basin周辺を拠点にしている凶暴なベトナム系のストリートギャング。トライアドと激しく抗争しており、警察もその扱いに手を焼いている。また、主な収入源はみかじめ料だが、密輸入や人身売買にも手を出している。ウージーのミッションでしばしばCJと戦うことになるが、後にボスであるスネークヘッドがCJに殺害されたことにより壊滅したと思われる。

##### ラスベンチュラス
いずれもリバティーシティに拠点を持つイタリア系のマフィア。『III』や『LCS』にも登場し、物語の主要な位置を占める。また、本作においてはラスベンチュラスの権益を巡って「カリギュラスカジノ」を基軸に三つのマフィアが争っている（ジョニー・シンダコが入院するまで表立った抗争は無かった）。利害の調整役としてフォレッリの顧問弁護士であったケン・ローゼンバーグがカジノマネージャーとして雇われており、ここにCJとウージーが経営者を務めるトライアドのカジノ「フォードラゴンズ・カジノ」が新規参入し、CJはフォードラゴンズ・カジノを守るためにマフィア抗争の中を暗躍する。
レオーネ・ファミリー（Leone Family）
サルバトーレ・レオーネがドンを務めるリバティーシティ最大のマフィア。シンダコ・ファミリーを傘下に収めており、他のマフィアと同様にラスベンチュラスの権益独占を狙うが、ジョニーが死亡すると「カリギュラスカジノ」を買収してサルバトーレ本人が乗り込み、ローゼンバーグを用済みと考えるようになる。その後、CJがサルバトーレの息子であるジョーイ・レオーネの下で働いていたことを知ると彼を信頼してフォレッリの暗殺者やドンの殺害を行わせる結果としてシンダコとフォレッリが弱体化してラスベンチュラスの権益を独占する形となったが、最終的にはトライアドの後援を受けたCJらによって「カリギュラスカジノ」を襲われたことで多額の損害を被る。
シンダコ・ファミリー（Sindacco Family）
ポーリー・シンダコがドンを務めるサルバトーレ傘下のマフィア。ドンの息子であるジョニー・シンダコがラスベンチュラスを任されており、カジノ以外にも組織の食肉工場やプラスチック工場を所有している。新規参入してきたトライアドの「フォードラゴンズ・カジノ」の経営を妨害するが、このことによってボスであるジョニーが捕えられ、CJによって入院を余儀なくされる。その後、CJによってジョニーが死亡したことによりラスベンチュラスにおいて弱体化してしまう。
フォレッリ・ファミリー（Forreli Family）
マルコ・フォレッリがドンを務めるリバティーシティの有力マフィア。水面下では平静を保っていたが、ジョニーが何者かによって入院する事態に陥ると動き出し、ジョニーを亡き者にしてシンダコを弱体化させ、更にはラスベンチュラスの権益を独占しようとしたところをCJに阻止される。その後、ラスベンチュラスにサルバトーレ本人が乗りこんでくると暗殺者を送り込むなどの積極的に争う構えを見せるが、直後にサルバトーレの依頼を受けたCJによって暗殺者を全滅させられ、更にはドンも殺害されたことで弱体化する。

##### その他の犯罪組織
ロコ・シンジケート（Loco Syndicate）
サンフィエロに拠点を持つサンアンドレアス最大の麻薬（ドラッグ）シンジケート。その主要メンバーとしてマイク・トレノやジジー・B、Tボーン・メンデスの3名がおり、グローブストリート・ファミリーを裏切ったスモークらも関わっていた。ビッグスモーク達を倒すためにサンフィエロに搬入される麻薬を調査していたCJやシーザーによって特定され、CJがジジー・Bに取り入って情報を集めた後に彼によって主要メンバー3名が殺害されたことにより組織は壊滅する（後にトレノは生きていたことが判明する）。
ロシアンマフィア（Russian mafia）
ロシアの犯罪組織でバラスとの武器の取引や密輸入の為ロスサントスに来たがCJとスモークによって多くの構成人を殺されている。最終ミッションではスモークのボディーガードとして登場している。サンアンドレアスに縄張りは無く特定ミッション以外では出現しない。

## ラジオ局・サウンドトラック
前作と同様に本作も豊富な カーラジオ局があり、例えば2pac、N.W.A.などのギャングスタラップを始めオルタナティブロックやハウスミュージック、その他カントリーミュージックなどで多彩なジャンルの音楽が楽しめる。作中で流れる楽曲は、これも前作と同様にサウンドトラックとして発売されている。また、PC版ではMP3形式またはWMA形式の音楽データを用いることによって、外部から取り込んだ曲をカーラジオで流すことが可能である。

## コーヒーブレイク（ホットコーヒー問題）
先述のように本作はガールフレンドと付き合えるシステムがあり、親密度を高めるとデートの終わりに相手からコーヒーに誘われる。これにプレイヤーが応じると、カメラが建物の外に固定された状態で、喘ぎ声やベッドの軋みといった性行為を表現する音声が流れる。
SAの性的表現は、このような間接的な物に留めており、ESRBレーティングも17歳以上向けの「Mature」であった。しかし、このコーヒーブレイクは、実はミニゲームとして性行為が行えるプログラムが組み込まれた状態にあり、それは発売にあたって実装されず、機能自体は封印されていたものの、データとして依然として存在していた。また、このミニゲームは、ミニゲームとは言え、キャラクターの全裸や部屋着のスキン（肌）データから、体位の変更といったことも可能な仕様であった。
当時38歳のオランダ人MOD製作者パトリック・ウィルデンボルフ（PatrickW）は、この隠されたミニゲームを発見し、「HotCoffee（ホットコーヒー）」というMODでロックを解除できるようにした。このことによって、本来は封印されていた性的なミニゲーム（直接的な性描写）が明らかとなり、（元々GTAシリーズは世論の非難があったが）アメリカで大きな社会問題となった。
当初は、データの存在を否定していたロックスター社も、最終的にはデータの存在を認め、販売元で親会社のテイクツー・インタラクティブ社と共に各種対応や訴訟問題の解決にあたった。このことによって、ESRBレーティングは直接的な性描写を含む「Adults Only 18+」に引き上げられたが、後に該当データを削除した新バージョンを発売し、「Mature」に戻った。
日本語版においては、コーヒーブレイクのシステムはあるものの、性的ミニゲームのデータの除去をし、喘ぎ声といった音声が流れるシーンも全面にわたってカットされている。

## 移植版

### 日本語版
当初、PlayStaton 2の日本語版は2005年秋に発売予定であった。しかし、ホットコーヒー問題がアメリカで社会問題となると、その余波を受けて日本国内でも規制論争が活発となった。発売元であるソニー・コンピュータエンタテインメント（以下、SCE）といったハードメーカーが自主規制の強化を表明し、その原因である本作の発売も暗礁に乗り上げた。どのハードから発売されるかも未定となり、2006年1月と発表された新たな予定日を過ぎても、何の音沙汰もない状態が続いた。
2006年5月29日にカプコンの辻本憲三社長が「まだ検討段階」と前置きした上で、米国で問題となっている性的描写部分を削除し、ゲーム業界団体の審査を経た上で、2006年末にプレイステーション2用向けに発売するとの見解を述べた。その後、同年11月に入り、発売日などの情報が公開され、10日に日本語版公式サイトも開設した。そして2007年1月25日にCERO審査「Z（18歳以上のみ対象）」で発売された。
日本語版は問題となった「GTASA:コーヒーブレイク」に対し、修正された北米版以上の修正が加えられ、さらにコーヒーブレイクとは別に、暴力・性的シーン全般にも修正が加えられた。
日本語版のみの追加要素はないが、約20分の本編開始前の物語を描いたインストロダクションDVDが早期購入特典として付いた。このDVDは北米版スペシャルエディションの特典DVD内の「SAN ANDREAS:THE INTRODUCTION」に日本語訳をつけたものである。北米版DVDではロックスターゲームスが手がけた「SUNDAY DRIVER」というドキュメンタリー映画も収録されていたが、これは日本版特典DVDでは省かれている。

### 北米版からのPS2版及びPS3版の変更点
SCEによる修正要求箇所は60ヶ所以上に及び、これに伴いロックスター社は様々な調整を行った。日本語版の発売元であるカプコンは、公式にサイトにおいてゲームの達成度は問題なく100%になると発表した。
主な修正点は以下の通り。
- 人体欠損表現の削除（首の切断や、コンバインなどにより人体が解体される表現の削除）。
- 人を倒してもお金が出ない。一般人だけではなく、敵ギャングや犯罪者、ヤクの売人も全て修正の対象（警官や軍人などからは北米版でも出ない）。
- 原則として倒れている人に近接攻撃で追撃することはできない（銃など主観的に照準を決められる攻撃は関係ない）。
通常、例えば素手ならば、倒れた相手に蹴りを入れたり踏みつけたりするなどの追撃が可能であったが、日本語版では不可能となっている。
- 一般人への暴力や殺害について極力そうしないように変更されている。
- ミッション "555 We Tip" におけるホテルのボーイがバラスの関係者に、"Architectural Espionage" におけるカメラを持った旅行者がバラスの息がかかっているという設定に、"Deconstruction" における敵となる建設作業員が同様にバラスに関わりのあるという設定になるなど、ミッション中にて危害を加える対象の一般人がギャングメンバーなどの犯罪者、またはその関係者に変更。
- 性的描写に関する規制。
- 問題となったコーヒーブレイクについて、通常の画面が揺れて喘ぎ声が聞こえる間接的なシーンについても全面的に削除。ミッション中に登場するミリーとの描写についても同様。
- ポン引きミッションの削除。
- その他、過激描写を含むシーンの削除。
- ミッション "Reuniting the Families" で、逃走中に警官がヘリのメインローターでバラバラにされるシーンを削除。PS2版ではバラバラにされるシーンより前のタイミングでカメラが変わる。PS3版ではバラバラにされるシーンで、北米版にあった血のエフェクトと切断された警官の人体が現れない。
- ゲーム中に飛んでいる鳥を撃ち殺せなくなった。

PS2版のみ存在する主な修正点は以下の通り。
- 銃弾や爆発や火炎を用いて人を攻撃した場合、目撃者の有無に関わらず手配度が1上がる。近接攻撃や車両などの衝突による攻撃やステルスキルについては適用されない。
  - スナイパーライフルでの遠方からの狙撃や消音ピストルにも適用されているが、北米版でもこれらの武器で人を攻撃するときの手配度の上がりやすさはあらゆる状況でサイレンサーのついていない銃で攻撃したときと同じであり[注 11]、手配度面では特にメリットがあるわけではない。
  - 手配度がつかないミッションや状況でない限り、ミッションで殺害する標的（対象）であろうと、犯罪者やギャングやヤクの売人（これらのキャラクターにたいして行った犯罪は手配度が上がりにくい）であろうと、何もしていなくても自分を攻撃してくるキャラクターであろうとこの規制は適用されている。
- ストーリーに直接関係しない一般人を殺害する2人プレイ用ミッション（2件）を削除。
- ミッション "Gone Courting" におけるCJとカタリーナのやり取りのシーン（喘ぎ声がある）を削除。
- ミッション "Body Harvest" 及び "End of the Line" で、登場人物がドラッグを摂取するシーンを削除。
- ミッション "Jizzy" 開始時に流れるムービーで北米版では露出度の高い格好をしたストリッパーが踊っていたが、日本語版では売春婦に修正されている。
- 採石場のミッションで、本来は死体処理を行うものがマネキンの処分に変更。
- 「麻薬」をはじめとする不適切とされる単語が「酒」（購入者が日本の法律における未成年であった場合、この「酒」という表現もまた不適切である）などに変更されている。ただし、これは字幕のみであり音声部分は北米版と同様。

人体の切断など、従来の日本語版で規制対象となった物も含まれるが、全体的に他に例を見られないほどに多くの規制が加えられた。このため、日本語翻訳版攻略本もこれらに沿って該当記事が削除され、空白になっていたりイラストに挿げ替えられたりしている（例をあげると2007年1月25日にカプコンから発行されたオフィシャル・ストラテージガイド日本語版には削除された採石場のミッションが掲載されている）。
なお、iOS版はじめスマートフォン版ではテキスト関連の規制を除き、これらの規制のほとんどが取り払われた。また、PS3版もPS2版と比べて規制が少なくなり、カットシーンの表現はミッション "Gone Courting" における拷問の部分とカタリーナの喘ぎ声の部分が無音になっているのを除いてすべて北米版と同じものになった。

### モバイル版の変更点
- 死亡しても武器を没収されない。
- 「ポン引きミッション」は削除されていないものの、「人材派遣ミッション」という名称に変更されている。
- 協力プレイモードの削除。
- ミッションやスクールの内容のうち一部が簡略化されている（例：ドライビングスクールの「Spin and Go」、ミッション「Life's a beach」や「Cesar Vialpando」での矢印の数の削減など）。
- 一部ラジオの曲が削除されている[12]。

### XBOX 360 版の変更点
- 死亡したときのみ武器を没収されない。
- 一部ラジオの曲が削除されている。
- 協力プレイの削除。
- 日本語字幕がない。